# Cratere Ma Chih-Yuan
Ma Chih-Yuan  è un cratere sulla superficie di Mercurio.